# Municipio de Concord (condado de Iredell)
El municipio de Concord (en inglés: Concord Township) es un municipio ubicado en el  condado de Iredell en el estado estadounidense de Carolina del Norte. En el año 2010 tenía una población de 6.999 habitantes.

## Geografía
El municipio de Concord se encuentra ubicado en las coordenadas 35°49′59.48″N 80°58′47.28″O / 35.8331889, -80.9798000.